# ستيفن تشونغو
ستيفن تشونغو (بالإنجليزية: Steven Chungu)‏ (مواليد 22 يوليو 1969) هو ملاكم زامبي، مثّل بلاده في الألعاب الأولمبية الصيفية 1992.

## روابط خارجية
ستيفن تشونغو على موقع أوليمبيديا (الإنجليزية)